# キングスロード (レンタルビデオチェーン)
株式会社キングスロードは、徳島県徳島市に本社を置くナチュラルミネラルウォーター　「四国剣山　森の天水」の製造販売を行う企業。
1981年（昭和56年）4月7日にレンタルビデオ店として設立。徳島県・香川県・兵庫県に展開していた。レンタルビデオチェーンのほかにビジネスネットワークステーション「コピーズ」を運営していた。

## レンタルビデオ事業
店舗についてはキングスロード:全店紹介 - ウェイバックマシン（2007年2月18日アーカイブ分）を参照。
徳島県内でのレンタルビデオ店の草分けで県内トップとなり、ピーク時には県内のほか香川県高松市や兵庫県の淡路島に23店舗を展開していたが、2018年1月8日でCDやDVDのレンタルの貸出を終了し、2018年1月15日まで返却の受付を行い、CDやDVDのレンタル事業から撤退。バイパス店(南昭和町)と住吉店と川内店のいずれも徳島市内の直営3店舗は営業を終了するが、フランチャイズの藍住店と脇町店の2店舗は営業を継続。動産や天然水の製造販売などの事業は継続。営業を継続したフランチャイズ店舗は、のちに「キンスロ」に名称を変更している。